# Fodboldspiller
En fodboldspiller er en person, der spiller fodbold. En fodboldspiller kan have forskellige roller på fodboldbanen. Som regel deler man spillerne op i:
- Målmand (vogter målet, må tage bolden med hænder)

og resten, der ofte kaldes markspillere:
- Forsvarsspiller
- Midtbanespiller
- Angriber

Det normale er 11-mands fodbold. Her må benyttes 1 målmand og 10 markspillere (forsvarsspillere, midtbanespillere og angribere) på banen. Udenfor banen kan der stå reserver, som kan skiftes ind i løbet af kampen. Reglerne er lidt forskellige fra union til union.
En mindre version af det oprindelige fodbold er 7-mands fodbold, hvor der stadig er 1 målmand men kun 6 markspillere på en bane som er cirka halv så stor som en normal fodboldbane.
Efter hver kamp kan man udnævne kampens bedste spiller – somme tider benævnt med "fidusen" eller "Man of the match". Med æren følger normalt et behåret, kunstigt pelsdyr eller andet, som opbevares til næste kamp.
I nogle klubber har man også den omvendt pris, "kvajeprisen", der gives til den spiller, der siden sidst har gjort noget helt tåbeligt både uden for og på fodboldbanen.
Når året er gået hylder man ofte Årets Fodboldspiller – både på lokalt klubplan og på nationalt og internationalt plan. Der findes også andre priser – især på det lokale niveau, f.eks. er "trænerens søn" en flidspræmie til den fodboldspiller, der kommer mest til fodboldtræning – sommer og især vinter.
Fodboldspillere kan både spille som amatører og som professionelle, der får løn for at spille. Nogle få af de dygtigste og mest kendte professionelle spillere får tårnhøje lønninger, og kan tillige blive handlet til millionbeløb mellem klubberne.